# Neffa Films
Neffa Films est une société de production et de distribution cinématographique algérienne, fondée en 2004 par les frères Yacine et Tariq Teguia.
Elle se concentre sur les courts et longs métrages de fiction ainsi que sur les documentaires.